# Ahonoora
Ahonoora, född 1975, död 1989, var ett engelskt fullblod, mest känd som avelshingst, där hans avkommor Dr Devious, Park Express och Indian Ridge, gjorde honom till en av de mest betydelsefulla hästarna under 1900-talet för överlevnaden av Byerley Turks blodslinje.

## Bakgrund
Ahonoora var en fuxhingst efter Lorenzaccio och under Helen Nichols (efter Martial). Ahonoora föddes upp i England av Wyld Court Stud nära byn Hampstead Norreys i Berkshire och såldes som ettåring för 7 600 guineas till Essa Alkhalifa. Han tränades under tävlingskarriären av Brian Swift och Frankie Durr.
Ahonoora tävlade mellan 1977 och 1979, och sprang totalt in 86 587 pundpå 16 starter, varav 7 segrar och 7 andraplatser. Han tog karriärens största segrar i Stewards's Cup (1978), King George Stakes (1979) och William Hill Sprint Championship (1979).

## Karriär
Ahonoora sattes i träning hos Brian Swift på Loretta Lodge i Epsom. Som treåring tog Ahonoora sin första stora seger i Strewards' Cup. Som fyraåring flyttade Ahonoora till Frankie Durrs träning i Newmarket, Suffolk. och slutade bland annat tvåa efter Double Form i Temple Stakes på Sandown och i King's Stand Stakes på Royal Ascot. Han återvände till Goodwood för att vinna grupp 3-löpet King George Stakes i juli 1979. I augusti tog han sin karriärs största seger, då han segrade i William Hill Sprint Championship, då ettan Thatching diskvalificerats.
I september 1979 slutade han tvåa efter Double Form för tredje gången i Vernons Sprint Cup på Haydock.

### Som avelshingst
Efter tävlingskarriären stallades Ahonoora upp som avelshingst på Irish National Stud 1980 mot en avgift på 2 250 pund. Han överträffade snart alla förväntningar, och trots sin racingkarriär som ren sprinter, visade han sig kapabel att producera topphästar över längre distanser. Ahonoora visade sig vara en av de mest framgångsrika och viktigaste avelshingstarna för Byerley Turks blodslinje i modern tid.
1989 köptes Ahonoora av Coolmore Stud. Han transporterades för att stå i Australien för södra halvklotets avelssäsong. Han avled den 14 oktober 1989, efter att ha brutit ett bakben i sin box vid Segenhoe Stud i Hunter, Australien.